# 815

## Narození
- Svatý Metoděj, slovanský věrozvěst († 6. dubna 885)

## Hlavy státu
- Papež – Lev III.
- Anglie
  - Wessex – Egbert
  - Essex – Sigered
  - Mercie – Coenwulf
- Franská říše – Ludvík I. Pobožný
- Bulharsko – chán Omurtag
- Byzanc – císař Leon V. Arménský
- Svatá říše římská – Ludvík I. Pobožný